# FC 자리아 벌치
FC 자리아 벌치(FC Zaria Bălți)는 벌치를 연고로 하는 몰도바의 축구 클럽이다. 현재는 디비지아 나치오날러에 참가하고 있다. 1992년부터 2014년까지는 FC 올림피아 벌치(FC Olimpia Bălți)라는 이름을 사용했다.

## 성적
- 쿠파 몰도베이 1회 우승 (2016)

## 선수 명단

### 현역
참고: FIFA 자격 규정에 따라 소속된 국가대표팀 국기를 표시합니다. 선수는 복수의 FIFA 비회원국 국적을 가지고 있을 수 있습니다.
| 번호 | 포지션 | 국적 | 이름        |
| ---- | ------ | ---- | ----------- |
| 2    | MF     |      | 알바로 벨리 |

| 번호 | 포지션 | 국적 | 이름 |
| ---- | ------ | ---- | ---- |

### 역대
틀:FC 자리아 벌치 선수 명단